# Prepodesma orpenii
Prepodesma orpenii är en isörtsväxtart som först beskrevs av Nicholas Edward Brown, och fick sitt nu gällande namn av Nicholas Edward Brown. Prepodesma orpenii ingår i släktet Prepodesma och familjen isörtsväxter. Inga underarter finns listade i Catalogue of Life.